# Панарет Петридис
Панарет (на гръцки: Πανάρετος, Панаретос) е гръцки духовник, митрополит на Вселенската патриаршия.

## Биография
Роден е с фамилията Петридис (Πετρίδης) в Ганоската и Хорска епархия в 1863 година. В 1887 година завършва Халкинската семинария. Служи като протосингел в Солунската митрополия, след това в Янинската при митрополит Григорий Янински. На 2 февруари 1892 година е избран за титулярен назиански епископ, викарий на Григорий Янински. Ръкополагането му е извършено от митрополит Григорий Янински в съслужение с епископите Василий Веленски и Коницки и Йоан Парамитийски. В 1895 година става архиерейски наместник в Татавла.
На 19 ноември 1896 година е избран за преспански и охридски митрополит. Панарет заема Преспанската и Охридска катедра в Крушево до 18 март 1899 година, когато е преместен начело на Струмишката епархия. На 5 октомври 1900 година е избран за елевтеруполски митрополит, който пост заема до 14 юли 1909 година. След това от 14 юли 1909 до 12 август 1910 година заема Галиполска и Мадитоска катедра. В Правища митрополит Панарет активно подкрепя гръцката въоръжена пропаганда в Македония, като призовава свещениците да сътрудничат на гръцките чети.
От 14 юли 1909 година до 12 август 1910 година е галиполски и мадитоски митрополит. От 12 август 1910 година е илиуполски, а от 21 юни 1912 до смъртта си на 15 февруари 1922 година - имброски митрополит.